# Milena Morača
Milena Morača, slovenska sopranistka bosanskega rodu, * 20. december 1954, Banjaluka.
Milena Morača se je vpisala na Srednjo glasbeno šolo v Banjaluki, v oddelek za teoretske predmete ter solopetje. Zaradi izjemnih višin in prirojene gibkosti glasu jo je profesorica Julija Pejnović usmerila k petju najvišjih sopranskih vlog. Po diplomi na Srednji šoli se je v Zagrebu vpisala na Akademijo za glasbo, vendar tam študija ni zaključila, temveč je študij nadaljevala v Ljubljani pri profesorici Ondini Otti Klasinc. Na Akademiji je diplomirala leta 1980, leta 2004 pa je tam tudi uspešno opravila magisterij. Že kot študentka v drugem letniku je sprejela angažma kot solistka v Operi SNG Maribor.
Od leta 2004 do leta 2024 je bila poročena z Jurijem Součkom.

## Nagrade
- Nagrada Prešernovega sklada (1996) za vlogo Jenufe v istoimenski operi in za vlogo Komponista v Straussovi operi Ariadna na Naksosu